# Jødeharpe
En jødeharpe er et lille metalinstrument af ukendt oprindelse.

## Teknikken
Man holder med tommel- og pegefinger om det runde stykke af instrumentet og placerer den smalle del mellem tænderne. For at frembringe en lyd laver man et hulrum i munden, og man slår på den lille fjeder, imens man trækker eller puster luft ind og ud. 
Man kan kun spille en tone, men med forskellige effekter og rytmer, derfor er det praktisk at have en jødeharpe i alle tonearter.

## Ordet
Jødeharpen har ingen direkte relation til jødedom eller harper. Det er blevet foreslået, at ordet jødeharpe, på engelsk: Jew's harp, skulle komme af engelsk: jaw's harp, altså kæbeharpe eller mundhuleharpe; men der er ikke enighed om forklaringen.